# Penthetria distincta
Penthetria distincta är en tvåvingeart som beskrevs av Hardy 1945. Penthetria distincta ingår i släktet Penthetria och familjen hårmyggor.
Artens utbredningsområde är Guatemala. Inga underarter finns listade i Catalogue of Life.